# Sciadotenia javariensis
Sciadotenia javariensis är en tvåhjärtbladig växtart som beskrevs av Harold Norman Moldenke. Sciadotenia javariensis ingår i släktet Sciadotenia och familjen Menispermaceae. Inga underarter finns listade i Catalogue of Life.